# 御ツマキ
御ツマキ（おつまき）は、安土桃山時代の女性。明智光秀の実妹もしくは義妹と伝わる。

## 生涯
御ツマキについては史料によって表記のゆれがあり、それらが全て同一人物を指すのかどうか定かでは無いが、光秀もしくはその正室である妻木煕子の近親者として織田信長に近い位置にあった女性が、天正年間に活動していたものと考えられる。
- 天正5年（1577年）11月、興福寺・一乗院の御乳人が、東大寺との間の諍いの調停を織田家に働き掛けた際に「惟任（光秀）妹御ツマ木」が光秀と共に関わった（『戒和上昔今禄』）。
- 天正8年（1580年）5月、上洛して来た織田信長へ山科言経が進物を献上した際に、その近所女房衆「ツマキ」らにも帯を献上した（『言経卿記』）。
- 天正8年9月、吉田兼見が在京していた「惟任姉妻木」へ酒と食物を持参した（『兼見卿記』）。なお、同年4月の記事に「妻木惟向州（光秀）妹」とあることから「姉」は誤記ではないかと考えられる。
- 天正9年（1581年）8月、「去七日・八日ノ比歟、惟任ノ妹ノ御ツマキ死了、信長一段ノキヨシ也、向州無比類力落也」（『多聞院日記』）。なお、「信長一段ノキヨシ也」の解釈については諸説あり。歴史学者の勝俣鎮夫は、「一段ノキヨシ」を「一段の気好し」とし、信長に好かれた側室であった彼女の死が翌年の本能寺の変の遠因となった、としている。